# ホテル ユニバーサル ポート
ホテル ユニバーサル ポートは、大阪市此花区にあるホテル。ユニバーサル・スタジオ・ジャパンオフィシャルホテルの一つ。「ORIX HOTELS&RESORTS」では、杉乃井ホテル及びホテル ユニバーサル ポート ヴィータ同様単館シリーズにカテゴライズされている。

## 施設概要

### 主な施設
- 客室：600室
- 駐車場：143台
- レストラン：ポートダイニング「リコリコ」、ポートダイニング｢アクア」、「ラウンジＲ」、「REXカフェ」
- リフレッシュサロン「UNWIND」
- ユニバーサル・スタジオ・ストア
- コインランドリー
- コインロッカー
- 自動販売機コーナー

### 建築概要
- 所在地：〒554-0031　大阪市此花区桜島1-1-111
- 階数：地上15階、地下1階

## 周辺
- ユニバーサル・スタジオ・ジャパン (USJ)
- ユニバーサル・シティウォーク大阪
- ユニバーサル・シティ・ポート
- ホテル京阪 ユニバーサル・シティ
- ホテル京阪 ユニバーサル・タワー
- ホテル近鉄ユニバーサル・シティ
- ホテル ユニバーサル ポート ヴィータ